# Вършен
Вършен или Връщен (на гръцки: Βήρσαν, Вирсан) е обезлюдено село в Република Гърция, разположено на територията на дем Неврокоп (Неврокопи) в област Източна Македония и Тракия.

## География
Вършен се намира на северните склонове на Боздаг и попада в историко-географската област Чеч. Съседните му села са Сидерово, Перух, Пепелаш и Странен.

## История

### В Османската империя
В подробен регистър на тимари, зиамети, хасове, чифлици, мюлкове и вакъфи в казите и нахиите по териториите на санджака Паша от 1524-1537 година от село Вършан са регистрирани мюсюлмани: 2; немюсюлмани: 9, неженени - 3, вдовици - 1. В съкратен регистър на санджаците Паша, Кюстендил, Вълчитрън, Призрен, Аладжа хисар, Херск, Изворник и Босна от 1530 година са регистрирани броят на мюсюлманите и немюсюлманите в населените места. Регистрирано е и село Виршани с мюсюлмани: 3 домакинства; немюсюлмани: 9 домакинства, неженени - 3, вдовици - 1. В подробен регистър на санджака Паша от 1569-70 година е отразено данъкоплатното население на Виршани както следва: мюсюлмани - 2 семейства и 2 неженени; немюсюлмани - 9 семейства, 11 неженени и 1 вдовица. В списък на селищата и броя на немюсюлманските домакинства във вилаета Неврокоп от 13 март 1660 година село Връщен (Вършани) е посочено като село, в което живеят 8 немюсюлмански семейства. В подробен регистър за събирането на данъка авариз от казата Неврокоп за 1723 година от село Вършен (Вършани) са зачислени 22 мюсюлмански домакинства.
В XIX век Връщен е мюсюлманско село в Неврокопска каза на Османската империя. В „Етнография на вилаетите Адрианопол, Монастир и Салоника“, издадена в Константинопол в 1878 година и отразяваща статистиката на населението от 1873 година, Вършен (Vërchen) е посочено като село с 30 домакинства и 90 жители помаци. Според Стефан Веркович към края на XIX век Връщен (Варшен) има помашко мъжко население 99 души, което живее в 30 къщи.
Съгласно статистиката на Васил Кънчов („Македония. Етнография и статистика“) към 1900 година във Връщен (Върщенъ) живеят 184 българи мохамедани.

### В Гърция
Селото е освободено от османска власт по време на Балканската война от части на българската армия. По данни на Българската православна църква, към края на 1912 и началото на 1913 година във Вършан живеят 34 семейства или общо 174 души.
След Междусъюзническата война от 1913 година Вършен попада в пределете на Гърция. Според гръцката статистика, през 1913 година във Вурсян (Βούρσιαν) живеят 144 души. През 1920 година в селото са преброени 110 жители.
По силата на Лозанския мирен договор през 1923 година жителите на селото са изселени в Турция, където са настанени в селата около град Узункьопрю. Гръцки бежанци от Турция не са заселени в селото, което е заличено с наредба № 7512 на гръцкото вътрешно министерство от 1928 година.
| Година    | 1913 | 1920 | 1928 | 1940 | 1951 | 1961 | 1971 | 1981 | 1991 | 2001 | 2011 | 2021 |
| --------- | ---- | ---- | ---- | ---- | ---- | ---- | ---- | ---- | ---- | ---- | ---- | ---- |
| Население | 144  | 110  |      |      |      |      |      |      |      |      |      |      |